# 大功自動車興業

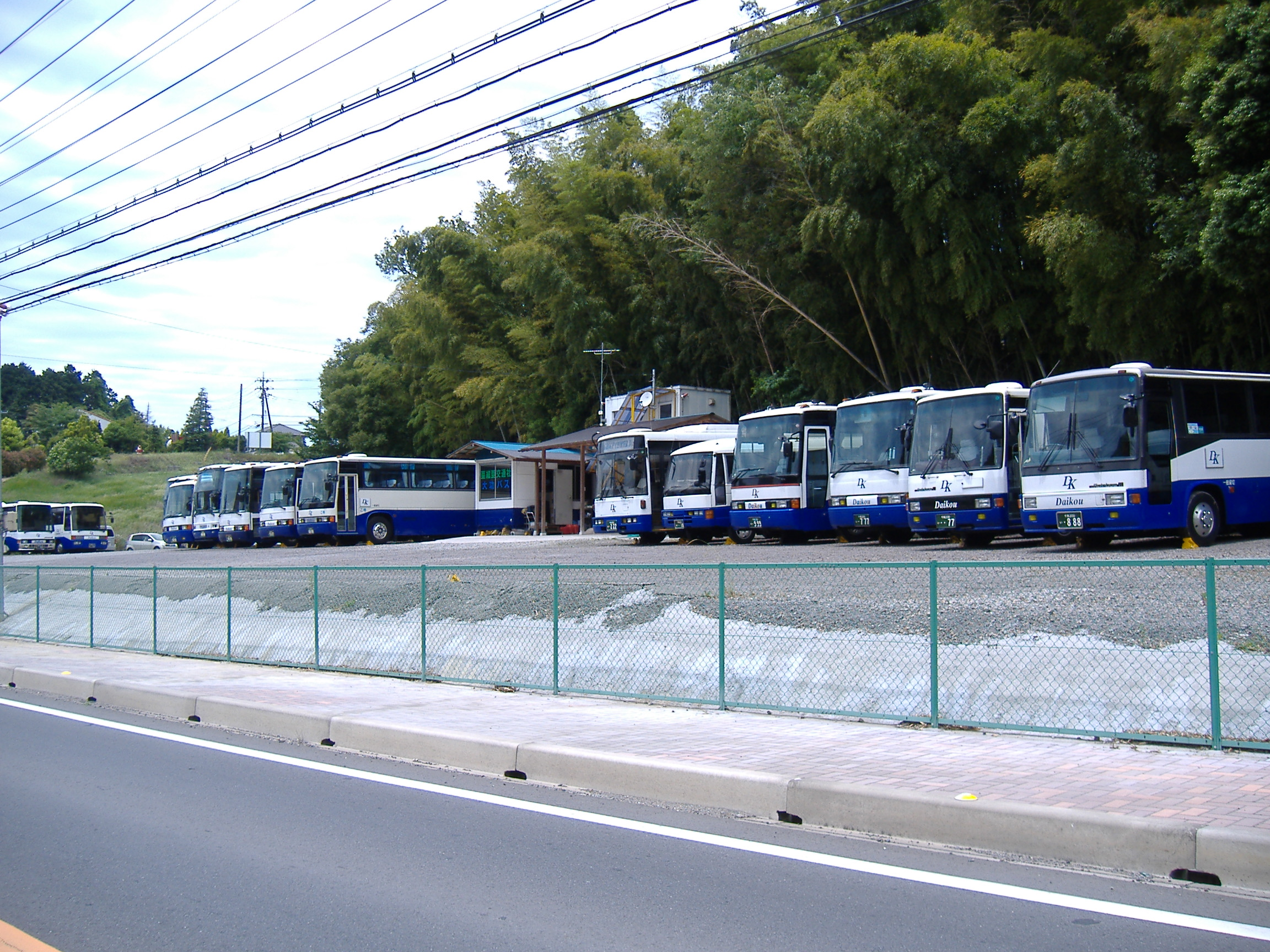
大功自動車興業の車庫

大功自動車興業（たいこうしとうしゃこうきょう）は、千葉県富里市に存在している貸切バス会社である。多種多様の中古車を大量に導入し、自社で塗り替えた上、インバウンド輸送などで使用している。ルノー・オムニノーバ・マルチライダーなども在籍していた（この車種のみ黄色だった）
近年はセレガやマイクロバスなどが新車で導入されている。